# YO!YO!YOSUKE
YO!YO!YOSUKE（ヨーヨーヨースケ、1980年7月22日 - ）は、日本のタレント、ラジオパーソナリティ、スタジアムDJ。TYK Promotion代表。
デビュー当時はYOSUKE（ヨースケ）名義で活動していた。本名：臼井陽介（うすいようすけ）。
愛知県名古屋市出身。自身が代表を務める芸能事務所 TYK Promotion 所属。血液O型。愛知高等学校卒業、代々木アニメーション学院卒業、Manchester Academy（英語版）卒業。自身の故郷である東海地方を中心に、さらには首都圏でも活動している。
趣味はアニメ、漫画、サッカー、フットサル、サウナ、茶道、史跡・神社仏閣巡り。なお、大の蝉嫌いである。

## 略歴
2000年、名古屋でタレント活動を開始。スキー場ダイナランドにてゲレンデDJを始める。
2003年、イングランドへ留学。その間、ヨーロッパ14か国をバックパックで放浪していた。
帰国後、2004年に第11回ZIP-FMミュージック・ナビゲーター・コンテストで準グランプリを受賞し、2005年4月にZIP-FMミュージック・ナビゲーター (DJ) となる。
2007年から名古屋グランパスおよび名古屋オーシャンズホームゲームのスタジアムDJを務めている。
FRI.MASTER（ZIP-FM）の番組内では自らを「チャラ茶人」と名乗った時期もあった。
SCK〜サブカルキングダム〜（ZIP-FM）内にて、「YOSUKE王子」名義で出演。
2008年10月から2009年3月まで中京テレビ『アンデュ』にレギュラー出演。
2010年から2014年12月まで飲食店「居酒家利休」を経営。
2013年から2018年までメ〜テレ『ドデスカ!』の「ニッポンど真ん中遺産」レギュラーレポーターを務める。
2015年、ラジオドラマシリーズ「DRAGON KINGDOM」を主宰し、声優も担当した。愛知県岡崎市の武将隊「グレート家康公葵武将隊」、ヒューマンアカデミー、代々木アニメーション学院、専門学校名古屋ビジュアルアーツ、名古屋スクールオブミュージック専門学校とコラボレーション。
12月、自身主宰アニソンライブイベント「ナゴヤサブカルスーパーライブ」を開催。出演はMay'n、黒崎真音、鈴木このみ。その後、2020年まで開催していた。（2016年：CHiCO with HoneyWorks、鈴木このみ、綾野ましろ、MYTH&ROID　2017年：TRUE、ChouCho、鈴木このみ、CHiCO with HoneyWorks　2019年：GARNiDELiA、SHARE LOCK HOMES、COJIRASE THE TRIP　2020年：オーイシマサヨシ、PENGUIN RESEARCH、OxT）
2016年3月、自身主催のアニソンライブイベント「サンクチュアリ with SCK」を開催。出演は GARNiDELiA、livetune+、みみめめMIMI、Yun*chi　以降、2018年まで開催していた。（2017年「サンクチュアリ2 with SCK」 MICHI、みみめめMIMI、和島あみ、亜咲花　2018年「サンクチュアリ3 with SCK」：Zwei、Q’ulle、こゑだ、佐々木李子）
2016年、名古屋スクールオブミュージック＆ダンス専門学校の非常勤講師に着任。
2017年、名古屋発のアニメ制作プロジェクト「ナゴヤアニメプロジェクト」を旗揚げ。プロジェクトリーダーとなる。中京テレビ「Chuun!」にてメインMCの配信番組「ナゴヤアニメプロジェクト」が始まる。このプロジェクトが発端となり、東海エリア初のテレビアニメ「シキザクラ」が誕生する。
2018年、タレント活動を続けながら株式会社TYK Promotionを設立。代表取締役を務める。
2019年、声優・タレントアカデミー TYK STUDIOをオープンさせる。2021年にクローズ。
2021年4月、自身の公式YouTubeチャンネルを開設。
2021年10月、テレビアニメ「シキザクラ」がオンエア。（株式会社TYK Promotionが声優のキャスティングを担当。）
2022年3月、ZIP-FMとの契約満了に伴い、2022年4月をもってエフエム愛知 (FM AICHI) へ完全移籍することを公表した。
2022年9月、FM愛知との契約満了。
なおこのシーズン、TikTokにて、自身がスタジアムDJを務める名古屋グランパスの試合での「ゴールを叫ぶ動画」が100万再生を突破し、『ゴールおじさん』という愛称で話題を集める。
2023年4月6日、一般社団法人フィンガーズクロス協会を設立。チェアマン（代表理事）となる。
2023年8月30日、31日、協会主催のスポーツ大会『輝友杯 MIYOSHI DIVISION 2023』を開催。自らスタジアムDJを務める。ゲストは 玉田圭司、田中隼磨、阿部翔平、杉本恵太。

## 出演

### テレビ
- アンデュ（中京テレビ、2008年）
- 中学生日記（NHK Eテレ、2011年4月8日 - 2012年3月16日） - 番組キャラクター「ニッキー」の声を担当
- YO!YO!YOSUKEのこれいかに?（スターキャット・ケーブルネットワーク、2012年4月7日 - ）
- ドデスカ（メ〜テレ） - 「ニッポンど真ん中遺産」レギュラーレポーター担当
- 東建コーポレーションホームメイトリサーチ公式YouTubeチャンネル「リサチャン」 - メインMC
- グランパスSTADIUM!（ひまわりネットワーク）
- トコトン（グリーンシティケーブルテレビ）
- 2020年元旦特別番組（ひまわりネットワーク）
- KICK OFF!TOKAI（メ〜テレ、2023年 - ）

### ドラマ
- 名古屋行き最終列車（メ〜テレ、2014年 - 2019年夏）

### アニメ
- シキザクラ（中京テレビ、2021年） - 特撮ナレーター 役

### ラジオ
- CROSS×OVER（ZIP-FM、2005年）
- Club-Z-Saturday（ZIP-FM、2005年 - 2007年）
- RADIMO FREAK（ZIP-FM、2006年 - 2008年）
- HOT WAX（ZIP-FM、2008年）
- FRI.MASTER（ZIP-FM）
- YO!YO!YOSUKEのYARINIGE天国（東海ラジオ）
- DIG IT! DIG IT!（ZIP-FM、2013年度 - 2014年度）
- SCK（サブカル・キングダム）（ZIP-FM、2015年度 - 2021年度）
- YO!YO!YOSUKE・アヤノダガネのGOLD GENERATION（エフエム愛知、2022年 4月- 9月）

### ナレーション
- 中京テレビ「D4」&「ウキ→ビジュ」、「F2C」（2007年 - 2008年）
- CBC「IMPACT」（2007年 - 2008年）
- CBC「みちゃえる!」（2011年 - 2012年）
- メ〜テレ「サンタのお宝袋」（2003年、2014年）
- 中京テレビ「ディズニーオンアイス特番」（2014年）
- CBC「SUPER GRAMPUS TV」（2014年）
- メ〜テレ 韓国ロケ特番「旅姫」（2014年）
- メ〜テレ「特番食いしん坊駅伝」（2014年、2015年）
- テレビCM「大浮世絵展」（2014年）
- テレビCM「大恐竜展」（2014年）
- テレビCM「ナガシマリゾート」（2014年）
- テレビCM「大宇宙展」（2015年）
- テレビCM「恐竜・化石研究所」（2015年）
- 中京テレビ「恐竜の大移動」（2017年）
- 「H&Nホールディングス」（2017年 - ）
- メ〜テレ「リポビタンZERO」（2018年）

### イベント
- ダンススタジオZOO 発表会（2005年 - ）
- 大友啓史トークショー（2012年・2014年）
- 名古屋まつり「フラワーカー」（2011年 - ）
- 中京テレビ事業「THE ICE」（2013年）
- MTG主催クリスティアーノ・ロナウド サッカー教室（2014年）
- 世界コスプレサミット（2014年 - ）
- セントレア出陣祭り（2011年 - ）
- セラミックパークMINO 国際陶磁器フェスティバル（2011年・2014年）
- ALL TOYOTA BIG HOLIDAY（2011年・2012年）
- 全国武将隊天下一決定戦宴（2014年・2015年）
- メ〜テレ「BOMBER-E」ライブイベント
- ミツイコーポレーション「名古屋ビューティーコングレス」、「ヘアドレッシングアワーズ」（2012年 - ）
- TOKAI SUMMIT（2007年 - ）
- 東海テレビ主催「DANCE FESTIVAL」（2014年）
- 愛知県「技能五輪」「アビリンピック」開会式（2014年）
- 名古屋市科学館プラネタリウム３周年イベント（2014年）
- アイデムカップ（2014年 - ）
- ニコニコ超会議「弱虫ペダルブース」（2015年）
- セキスイハイム表彰式典（2015年）
- ミスユニバースジャパン愛知大会（2015年 - 2017年）
- NHK「携帯大喜利 全国ツアーin四日市」（2015年）
- 主宰イベント「ナゴヤサブカルスーパーライブ」（2015年）
- 愛知トヨタ 忘年会（2015年）
- ぽぷかる メインステージ（2016年）
- 障害者ワークフェア（2016年）
- かっぱ寿司店内ラジオ「かっぱRADIO」（2016年 - ）
- ジャガー名古屋中央「SUV F-PACE PREVIEW PARTY」（2016年）
- 劇場版HiGH&LOW 岩田剛典 舞台挨拶（2016年）
- EXPG 主催 岡田武史トークショー（2016年）
- メニコンカップ スタジアムDJ（2016年 - ）
- ポッキーの日ツイキャス番組「ポッキーキャス11.11」（2016年）
- パチンコ・パチスロおそ松さん新機種プレス発表式（2016年）
- パソナテック公式キャラ”てくのたん” スペシャルイベント（2017年）
- BLOOM DINING アワード &卒業式（2017年）
- スターウォーズ公開記念イベント テレビ塔点灯式（2017年）
- 明治安田生命保険相互会社 名古屋支部 表彰式（2017年）
- 「ポカリガチダンスFES」（2018年）
- 「空飛ぶタイヤ」長瀬智也 舞台挨拶（2018年）
- Linked Horizon 舞台挨拶（2018年）
- 「May’n ACT」（2018年）
- SACRA MUSIC コンベンションライブ（2018年）
- UberEats オープニングレセプション（2018年）
- テレビ愛知「10ちゃん縁日」（2019年）
- 「鯱の大祭典」（2019年）
- 世界コスプレサミット in TOKYO（2019年）
- 名古屋商工会議所若鯱会主催『若鯱会10グループ サッカー体験 サッカーを通じた一期一会』（2023年）